# Something New (singel Girls Aloud)
Something New – pierwszy singel zespołu Girls Aloud pochodzący z drugiego albumu Greatest Hits „Ten”, który został wydany 18 listopada 2012 roku. Utwór jest pierwszym singlem grupy wydanym po trzech latach od zawieszenia działalności w 2009. Piosenka została wydana jako oficjalny hymn organizacji charytatywnej Children in Need w 2012 roku. 

## Teledysk
Teledysk do utworu został nakręcony w październiku 2012 roku, a jego reżyserią zajął się Ray Kay. Oficjalna premiera teledysku miała miejsce 19 października 2012 za pośrednictwem oficjalnego kanału grupy na portalu YouTube.

## Lista utworów
- UK CD Single[2]

1. „Something New"
2. „Something New” (Jim Elliot Remix)
3. „Something New” (The Alias Radio Mix)
4. „Something New” (Fred Falke Remix)

- UK 7" Vinyl[3]

1. „Something New"
2. „Something New” (Seamus Haji Remix)

- iTunes Remixes EP[4]

1. „Something New"
2. „Something New” (Jim Elliot Remix)
3. „Something New” (The Alias Radio Mix)
4. „Something New” (Manhattan Clique Remix)
5. „Girls Aloud Megamix"

## Notowania
| Lista (2012)                          | Najwyższa pozycja |
| ------------------------------------- | ----------------- |
| Irlandia (IRMA)                       | 4                 |
| Szkocja (The Official Charts Company) | 2                 |
| Wielka Brytania (UK Singles Chart)    | 2                 |

| Lista (2013)          | Najwyższa pozycja |
| --------------------- | ----------------- |
| Polska (Dance Top 50) | 36                |
| Słowacja (IFPI)       | 16                |
| Węgry (Mahasz)        | 3                 |

## Historia wydania
| Region          | Data                 | Format                             | Wytwórnia |
| --------------- | -------------------- | ---------------------------------- | --------- |
| Wielka Brytania | 16 października 2012 | Premiera radiowa                   | Polydor   |
| Wielka Brytania | 19 listopada 2012    | CD single, digital download, vinyl | Polydor   |
| Świat           | 19 listopada 2012    | Digital download                   | Polydor   |